# Xfire
Xfire was een freeware-instant messenger waarmee gebruikers konden communiceren met elkaar, terwijl ze een computerspel speelden. De bijzonderheid bij Xfire lag in zijn mogelijkheid om te detecteren dat het computerspel actief was. Xfire had meer dan 24 miljoen geregistreerde gebruikers. Het programma was beschikbaar voor Windows 2000 en hoger, en op Mac onder de naam iFire. Vanaf 30 april 2016 is het programma niet langer beschikbaar.

## Geschiedenis
Xfire, Inc. werd gecreëerd door Mike Cassidy (voormalig CEO van Direct Hit) en Denis Fong. Cassidy is tegenwoordig CEO, Fong staat in voor de marketing. Sinds de creatie in 2004 heeft het programma wereldwijd al bijna twintig miljoen gebruikers aangetrokken. Op 30 april 2016 is Xfire officieel gestopt met het aanbieden van zijn e-gaming platform.

## Technologie
Door het analyseren van actieve processen kon Xfire actieve computerspellen detecteren, en deze informatie doorsturen naar Xfire-gebruikers die de actieve speler als vriend hadden. Daarnaast kon het voor veel spellen detecteren op welke server de gebruiker speelde, en soms in welk level, en meer. Het programma ondersteunde ook directe deelname voor verscheidene spellen, wat betekende dat de gebruikers met één muisklik konden meedoen met hun vrienden in het spel op dezelfde server. Met Xfire kon men eveneens berichten in het spel zelf sturen naar andere spelers, zonder zelf in het spel aanwezig te zijn, aangezien het een afzonderlijk programma is.
Xfire hield bij welke spellen de gebruikers speelden, hoeveel uren ze die speelden en kon nog andere informatie (zoals scores) van de spelservers opslaan. Deze informatie kon worden verwerkt tot een afbeelding (die de gebruikers via PHP als een handtekening kunnen gebruiken).
Xfire ondersteunde een 500-tal games, waarvan meer dan 200 de optie ondersteunden om met één klik deel te nemen aan een spel. Daaronder vielen populaire games als Call of Duty, Counter Strike Source, World of Warcraft en Battlefield 2. 
Sinds versie 1.43, die in augustus 2005 verscheen, was aan Xfire een optie voor voice chat door middel van voice over IP-technologie toegevoegd, gelijkwaardig met onder andere teamspeak.
Sinds versie 1.57, die in juni 2006 verscheen, had Xfire een kill/death ratio tracking ondersteuning voor enkele spellen. Sindsdien werd er regelmatig ondersteuning voor een ander spel toegevoegd. 
Sinds versie 1.85, die in januari 2008 verscheen, had Xfire een hypercam ingevoegd. Sindsdien kon men in bepaalde spellen die XIG 2.0 hebben, een film vanuit het spel opnemen.
Op 2 mei 2008 werd versie 1.91 uitgebracht met ondersteuning voor meer (nieuwe) spellen.

## Yahoo!-rechtszaak
Yahoo! spande een rechtszaak aan tegen Xfire op 28 januari 2005, waarin werd gesteld dat Xfire een patentinbreuk heeft gepleegd op Yahoo!'s US Patent No. 6,699,125 betreffende een "Game server for use in connection with a messenger server".
Xfire spande als reactie daarop op 10 maart 2005 een zaak aan tegen Yahoo!. Om de kosten van de rechtszaak te dekken, plaatste Xfire veel banneradvertenties die de gebruikers vroegen om bijdragen aan de gerechtelijke kosten.
Op 31 januari 2006 kwam het tot een schikking tussen de bedrijven. Dit werd o.a. gemeld op het forum van Xfire en Gamespot.com, maar zonder details over de schikking.

## Viacom
Op 24 april 2006 is Xfire voor $102 miljoen (USD) gekocht door het bedrijf Viacom.
Op 3 augustus 2010 is Xfire opnieuw overgenomen. Een groot deel van de ontwikkelaars stapte hierdoor op nadat ze 127 updates van het programma hebben gemaakt.